# 설원 (지형)

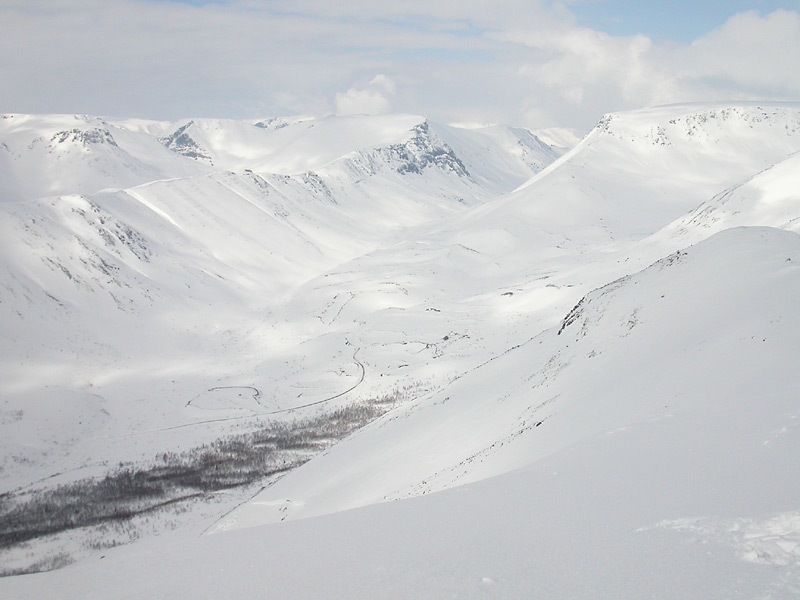
설원

설원(雪原, snowfield)이란 눈에 의해서 덮인 광범위한 토지로서, 연속적으로 눈이 쌓여있는 지역을 가리킨다. 통상적으로 산지의 빙하 지역에 사용된다. 덧붙여 빙하는 설원으로부터 생긴다.

## 같이 보기
- 빙원